# Gare d’Orléans (Bordeaux)

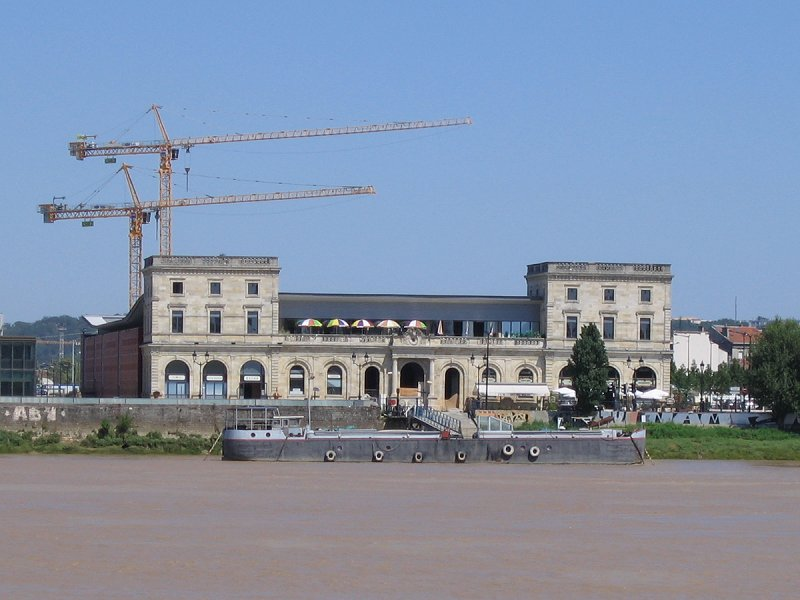
Ehemaliger Gare d’Orléans

Die frühere Gare d’Orléans im Stadtviertel La Bastide am Quai de Queyries von Bordeaux ist ein ehemaliger Bahnhof.
Er wurde 1852 als südlicher Endpunkt der Linie Bordeaux-Paris von der Compagnie des chemins de fer d’Orléans eröffnet. Der Kopfbahnhof am rechten Ufer der Garonne und die zugehörigen Bahnanlagen dienten ab 1955 nicht mehr dem Personenverkehr. Ihre Lage in unmittelbarer Nähe des historischen Zentrums der Stadt auf der anderen Seite des Flusses führten nach Jahrzehnten des Niederganges zu Überlegungen der städtebaulichen Umwidmung (ZAC Coeur de Bastide, 1997). Zwar wurde das historische Bahnhofsgebäude 1984 auf die Denkmalschutzliste (Inventaire supplémentaire des Monuments historiques) gesetzt; die 1940 demontierte, 90 m lange gläserne Halle im Kern des U-förmigen Baukörpers war aber nicht mehr vorhanden. Das Werk des Architekten Darru und des Ingenieurs Pépin-le-Haleur wurde um die Jahrtausendwende in ein Multiplex-Kino namens Mégarama mit 17 Kinosälen und mehreren Restaurants umgebaut und die neoklassizistische Fassade zur Garonne hin diskret aufgestockt. Die freiwerdenden Flächen der früheren Gleisanlagen boten Entwicklungsmöglichkeiten für das neue, zentrumsnahe (Oberschicht-)Viertel La Bastide.